# Risoba calainodes
Risoba calainodes är en fjärilsart som beskrevs av Louis Beethoven Prout 1928. Risoba calainodes ingår i släktet Risoba och familjen trågspinnare. Inga underarter finns listade.